# 瑞典國際事務研究所

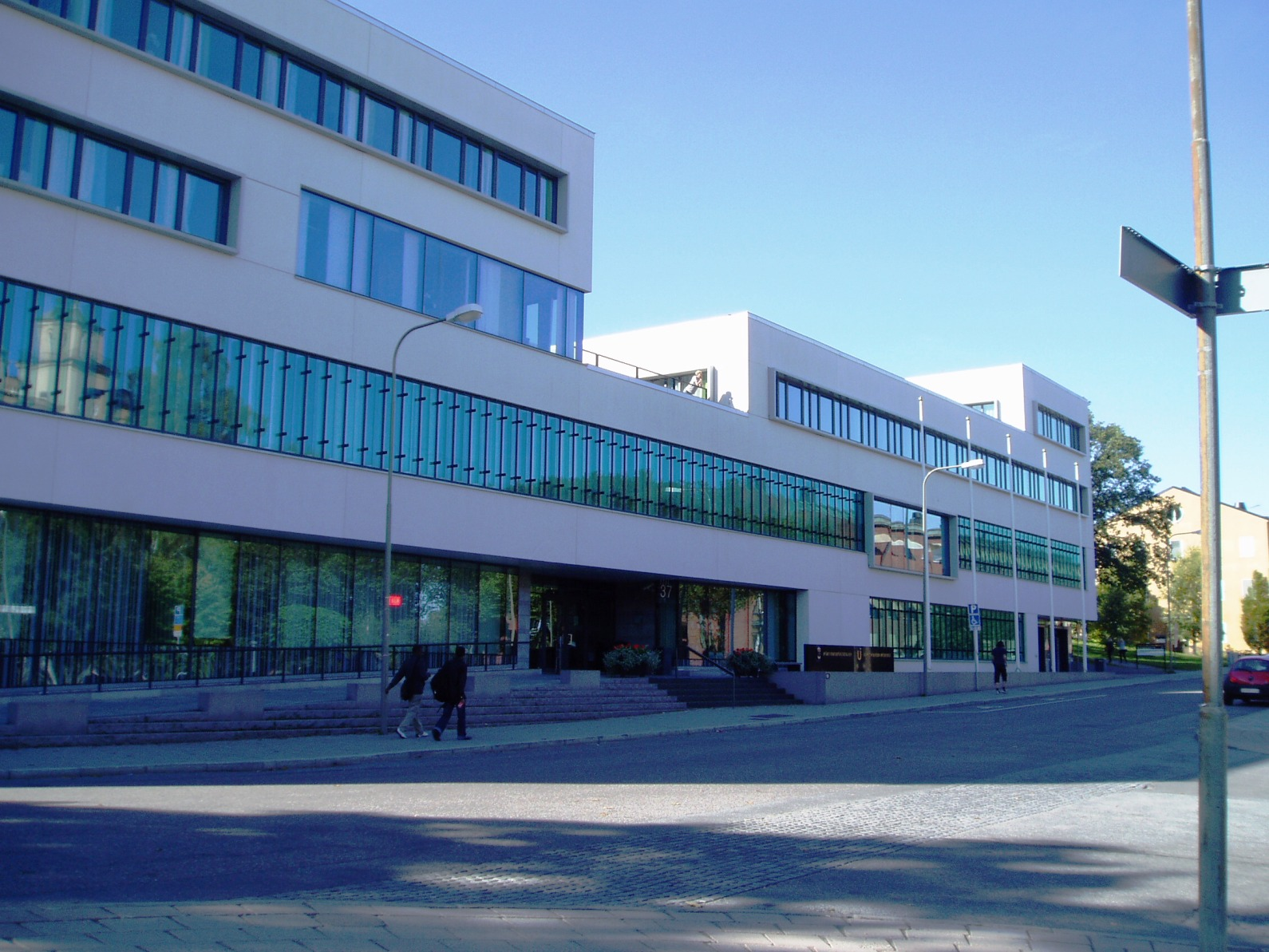

瑞典國際事務研究所（瑞典語：Utrikespolitiska Institutet (UI)）是一个独立的非营利组织，总部位于瑞典斯德哥尔摩，其使命是促进对国际关系和安全政策问题的兴趣和知识了解。主要通过针对广泛受众的学术研究和信息活动完成。
该研究所成立于1938年，目前有5个研究项目：
- 欧洲项目：有关欧洲一体化和安全，以及欧洲的国际关系和跨大西洋关系。
- 俄罗斯和欧亚项目：关于俄罗斯及其邻国的政治、经济和社会发展，以及俄罗斯及其邻国之间的关系。
- 中东和北非项目：关于该地区的地缘政治斗争和社会转型。
- 亚洲项目：关于亚洲的权力关系，亚洲的全球影响力，亚洲的规范和民主。
- 全球政治与安全计划：关于权力与安全，性别与权利，以气候与能源为重点的全球治理。

信息活动包括研讨会，媒体专家评论，印刷与数字出版物。
自2005年起，国际事务研究所与瑞典国防大学共享一栋位于皇家理工学院的建筑物。